# Arsi Harju
Arsi Ilari Harju (Kurikka, 18 de março de 1974) é um ex-atleta finlandês que foi campeão olímpico na modalidade de arremesso de peso nos Jogos de Sydney 2000, com um lançamento de 21.29 m. Nessa altura, na fase de qualificações para a final, realizou o seu recorde pessoal ao fazer a marca de 21.39 m.